# Stewart Manor
Stewart Manor es una villa ubicada en el condado de Nassau en el estado estadounidense de Nueva York. En el año 2000 tenía una población de 1.935 habitantes y una densidad poblacional de 3.778 personas por km². Stewart Manor se encuentra dentro del pueblo de Hempstead.

## Geografía
Stewart Manor se encuentra ubicada en las coordenadas 40°42′14″N 73°41′7″O / 40.70389, -73.68528. Según la Oficina del Censo, la ciudad tiene un área total de 0,5 km² (0,2 mi²), de la cual 0,5 km² (0,2 mi²) es tierra y 0 km² (0 mi²) (0%) es agua.

## Demografía
Según la Oficina del Censo en 2000 los ingresos medios por hogar en la localidad eran de $84,913, y los ingresos medios por familia eran $97,922. Los hombres tenían unos ingresos medios de $67,031 frente a los $41,042 para las mujeres. La renta per cápita para la localidad era de $35,371. Alrededor del 2.6% de la población estaban por debajo del umbral de pobreza.